# 华阳县 (成都)
华阳县，中国旧县名，位今四川省成都市区东部、南部。唐朝时由成都县划出，两县同城而治逾千年，构成了今成都市市区。今成都市成华区、锦江区、武侯区、双流区的部分区域曾属华阳县。

## 历史沿革
唐贞观十七年（643年），分成都县东置蜀县，因为蜀郡郡治成都府的附郭县而得名。乾元元年（758年），更名为华阳县，属剑南道成都府。得名华阳，据说是因古人论蜀之繁富有“地称天府，原号华阳”之说。唐朝时，两县同属蜀郡、成都府，皆为成都府治所。前后蜀时期，华阳县属益州成都府。宋代属成都府路成都府。元属成都路录事司，隶四川等处行中书省。元末属大夏。明属四川布政使司成都府。明末属大西。:62
清初属四川省成都府。清康熙九年（1670年），华阳县并入成都县，雍正六年（1728年）复置，仍同属成都府。嘉庆时属成都府成绵龙茂道，光绪时改 为川西道:62。 新唐书对华阳县的评价为次赤，元史对华阳县的评价为下，清史稿对华阳县的评价为冲、繁、难。
辛亥革命后，成都府废，1914年起，华阳县属西川道，后又废道复省，属四川省。1921年，华阳县与成都县合并为市，至1928年建立省辖成都市，其部分辖区划入成都市。1949年11月，中国人民解放军第二野战军发起西南战役。12月9日，云南省政府主席卢汉宣布云南起义。12日，民国政府四川地方派系的刘文辉、邓锡侯、潘文华宣布起义。使解放军迅速完成对成都的合围。27日，解放军在成都会师。30日，中国人民解放军第一野战军司令员贺龙率军进入成都城。其后，华阳县隶属川西行政区下属的温江专区。1959年，双流县被撤销分别并入温江县和华阳县，1962年恢复建置。1965年，撤销华阳县，并入双流县。

## 行政区划
清朝末年华阳县除成都城区外另辖9区、6镇、3乡、36场镇。民国二十四年（1935年）华阳县所辖成都城区划归成都市，另辖4区、27乡。民国三十一年（1942年）全县共辖6区、2镇、33乡。民国三十七年（1948年）全县共辖3区、2镇、29乡。:67-68
| 区名   | 区公所驻地       | 镇     | 乡                                     |
| ------ | ---------------- | ------ | -------------------------------------- |
| 第一区 | 中和场           | 中和镇 | 万安乡、新兴乡、胜利乡                 |
| 第二区 | 中兴场           | 中兴镇 | 协和乡、公兴乡                         |
| 第三区 | 得胜场           |        | 得胜乡、保和乡、大面乡、三圣乡         |
| 第四区 | 石羊场           |        | 石羊乡、桂溪乡、永丰乡                 |
| 第五区 | 白家场           |        | 白家乡、文星乡、华兴乡                 |
| 第六区 | 苏码头（正兴场） |        | 正兴乡、永安乡、黄龙乡、佛洞乡、兴隆乡 |
| 第七区 | 太平场           |        | 太平乡、平安乡、合江乡、永兴乡、三星乡 |
| 第八区 | 龙潭寺（隆兴场） |        | 隆兴乡、仁和乡、西河乡、同兴乡         |

1950年，华阳县划出顺河乡至彭山县，划入仁寿县佛洞乡，全县共辖8区、2镇、29乡。1954年全县共辖6区、28乡、1直属镇、3乡级镇。1956-1957年撤销全部县辖区。1958年实行人民公社政社合一，全县共辖1个镇、24个公社。1959年双流县撤销并划归华阳县、温江县，1962年恢复。1965年华阳县并入双流县前，共辖3个镇、18个公社:68-69：
- 镇：中兴镇、中和镇、太平镇
- 公社：中兴公社、鹤林公社、协和公社、中和公社、新兴公社、白家公社、文星公社、万安公社、正兴公社、太平公社、合江公社、平安公社、永兴公社、兴隆公社、三星公社、永安公社、公兴公社、黄佛公社

1981年，为纪念华阳县，改华阳县1938年至1965年的县城中兴镇为双流县华阳镇。2006年9月，经四川省人民政府批准，撤销华阳镇，设立双流县华阳街道。2013年，成为四川天府新区党工委（管委会）、天府新区成都党工委（管委会）驻地。

### 县治
华阳县自建置起即与成都县同为成都府附郭县，治所设在成都城内，与成都县分治成都城。1938年，华阳县治所由成都市正府街迁至中兴场（今华阳街道），1950年3月又迁至中和场，1951年3月复迁至中兴场，直至撤县。:63

## 人口
据清嘉庆旧志载，华阳县六甲共有48883户，男113446丁，女92215口，共205661人。民国二十四年（1935年）全县共76569户，383197人，其中男205021人，女178176人。民国三十八年（1949年）全县共91538户，471059人，其中男251968人，女219091人。:104-105

### 名人
- 范镇（1007年－1088年），字景仁，北宋史学家、文学家，参与修编《新唐书》，著有《东斋记事》等[15]
- 范百禄（1030年－1094年），字子功，北宋官员，范镇从子，官至翰林学士，赠银青光禄大夫[15]
- 范祖禹（1041年－1098年），字淳夫，北宋史学家、文学家，范镇从孙，参与修编《资治通鉴》，著有《唐鉴》、《帝学》等[15]
- 章献明肃皇后（968年－1033年），姓刘，名不详，宋真宗赵恒的皇后，是宋朝第一位摄政的皇太后，功绩赫赫[16]
- 卓秉恬（1782年－1855年），字静远、静波，号海帆，清朝官员，恭亲王奕䜣的老师，历任兵部尚书、户部尚书、吏部尚书、文渊阁大学士、武英殿大学士等职，赠太子太保，谥文端[17]
- 卓枟，字云木，卓秉恬次子，官至吏部侍郎，书法颇有成就[17]
- 曾鉴，字焕如，近代司法界人物，曾主持编纂民国《华阳县志》[7]
- 曾恪，滿洲國政治人物，曾任中華民國國務院參議、滿洲國成立後先後擔任熱河省公署秘書長，大同學院講師及華北石炭販賣公司副董事長。
- 张群（1889 - 1990年），字岳军，中国国民党元老，曾任上海（特别）市政府市长、湖北省政府主席、四川省政府主席、国民政府行政院院长等职